# Економічне співтовариство країн Західної Африки
Економічне співтовариство країн Західної Африки (ЕКОВАС) (англ. The Economic Community of West African States (ECOWAS)) — субрегіональна організація, до якої входять країни Західної Африки. Метою створення Співтовариства є просування економічної інтеграції країн регіону. Є одним зі стовпів африканської регіональної інтеграції.
Штаб-квартира розташована в Абуджі (Нігерія).

## Історія створення
Перші спроби регіональної інтеграції почалися 1945 року із запровадження франку КФА, який об'єднав в один союз франкомовні країни регіону. 1964 року президент Ліберії Вільям Табмен запропонував створити економічний союз для країн Західної Африки. Його пропозиції були підтримані керівниками Гвінеї, Кот-д'Івуару та Сьєрра-Леоне і вже наступного року чотири країни підписали відповідну угоду.
У 1972 році президент Нігерії Якубу Говон та його тоголезький колега Еядема Гнассінгбе виступили з ініціативою широкої інтеграції західноафриканських країн. Наслідком їхніх зусиль стало підписання 28 травня 1975 року представниками 15 країн регіону Лагоської угоди про створення Економічного співтовариства країн Західної Африки.
24 липня 1993 року угода про ЕКОВАС була переглянута у бік розширення сфери дії, 1 січня 2015 року країни-учасниці запровадили Спільний зовнішній тариф (англ. — Common External Tariff — CET), фактично перетворивши об'єднання на Митний союз.

## Країни-учасниці
Країнами-засновниками ЕКОВАС у 1975 виступили Бенін, Буркіна-Фасо, Гамбія, Гана, Гвінея, Гвінея-Бісау, Кот-д'Івуар, Ліберія, Мавританія, Малі, Нігер, Нігерія, Сенегал, Сьєрра-Леоне та Того. 1976 року до ЕКОВАС приєдналася Кабо-Верде. Мавританія залишила ЕКОВАС 2002 року, віддавши перевагу іншому регіональному об'єднанню — Союзу Арабського Магрибу. Нігер, Малі та Буркіна-Фасо оголошують про вихід з організації 28 січня 2024 року, що стало безпрецедентною подією з моменту створення ECOWAS, стверджуючи, зокрема, про недостатню допомогу з боку організації в боротьбі з тероризмом і звинувачуючи її в тому, що вона знаходиться під контролем вплив іноземних держав.

## Країни
- Бенін
- Гамбія
- Гана
- Гвінея-Бісау
- Кабо-Верде
- Кот-д'Івуар
- Ліберія
- Нігерія
- Сенегал
- Сьєрра-Леоне
- Того

## Структура
Згідно з переглянутою угодою 1993 року інституціями Співтовариства є:
- Асамблея глав держав та урядів;
- Рада Міністрів;
- Парламент Спільноти;
- Економічна та соціальна рада;
- Суд Спільноти;
- Виконавчий секретаріат;
- Фонд співробітництва, компенсацій та розвитку;
- Спеціалізовані технічні комісії;
- Будь-які інші установи, які можуть бути створені Органом.

## Голови Асамблеї глав держав та урядів
- Еядема Гнассінгбе (Того): 1977—1978
- Олусегун Обасанджо (Нігерія): 1978—1979
- Леопольд Седар Сенгор (Сенегал): 1979—1980
- Еядема Гнассінгбе (Того): 1980—1981
- Сіака Стівенс (Сьєрра-Леоне): 1981—1982
- Матьє Кереку (Бенін): 1982—1983
- Ахмед Секу Туре (Гвінея): 1983—1984
- Лансана Конте (Гвінея): 1984—1985
- Мухаммаду Бухарі (Нігерія): 1985 — 27 серпня 1985 року
- Ібрагім Бабангіда (Нігерія): 27 серпня 1985 року — 1989
- Дауда Кайраба Джавара (Гамбія): 1989—1990
- Блез Компаоре (Буркіна-Фасо): 1990—1991
- Дауда Кайраба Джавара (Гамбія): 1991—1992
- Абду Діуф (Сенегал): 1992—1993
- Нісефор Согло (Бенін): 1993—1994
- Джеррі Ролінгс (Гана): 1994 — 27 липня 1996 року
- Сані Абача (Нігерія): 27 липня 1996 — 8 червня 1998 року
- Абдусалам Абубакар (Нігерія): 9 червня 1998 року — 1999
- Гнассінгбе Еядема (Того): 1999
- Альфа Умар Конаре (Малі): 1999 — 21 грудня 2001 року
- Абдулай Вад (Сенегал): 21 грудня 2001 року — 31 січня 2003 року
- Джон Агьєкум Куфуор (Гана): 31 січня 2003 року — 19 січня 2005 року
- Мамаду Танджа (Нігер): 19 січня 2005 року — 19 січня 2007 року
- Блез Компаоре (Буркіна-Фасо): 19 січня 2007 року — 19 грудня 2008 року
- Умару Муса Яр-Адуа (Нігерія): 19 грудня 2008 року — 18 лютого 2010 року
- Гудлак Джонатан (Нігерія): 18 лютого 2010 року — 17 лютого 2012 року
- Алассан Уаттара (Кот-д'Івуар): 17 лютого 2012 року — 28 березня 2014 року
- Джон Драмані Махама (Гана): 28 березня 2014 року — 19 травня 2015 року
- Макі Салл (Сенегал): 19 травня 2015 року — червень 2016 року
- Елен Джонсон-Серліф (Ліберія): червень 2016 року — червень 2017 року
- Фор Гнассінгбе (Того): червень 2017 року — 31 липня 2018 року
- Мухаммаду Бухарі (Нігерія): 31 липня 2018 року — липень 2019 року
- Махамаду Іссуфу (Нігер): липень 2019 року — по сьогодні

## Цілі
- Боротьба з бідністю.
- Забезпечення миру та безпеки в «гарячих точках» (Ліберія, Гвінея-Бісау), боротьба зі злочинністю та незаконним розповсюдженням легкої стрілецької зброї, роззброєння, боротьба з контрабандою. Для цього була створена Група моніторингу.

### Було зроблено
- Створення транспортної та енергетичної інфраструктури (будівництво залізничної лінії, автомагістралі, газопроводу).
- Мораторій на імпорт, експорт і виробництво легкої стрілецької зброї.
- Введення туристських чеків, прийнятих до оплати усіма банками спільноти, вартістю 5, 10, 20, 50 і 100 ЗОРІ (західноафриканської розрахункова одиниця).

### У перспективі
- Створення федерації західноафриканських держав.
- Введення уніфікованого паспорта (єдиного громадянства).
- Запровадження єдиної валюти «еко».
- Стандартизація дипломів про освіту.
- Морська, наземна та рибальська інфраструктура (створення енергетичного пулу).

### Основні проблеми на шляху до розвитку
- Головна перешкода — відсутність ефективної системи платежів.
- Неузгодженість митних інструкцій (що призводить до контрабанди).
- Багато вимог союзу (наприклад, приведення дефіциту бюджету до рівня ВВП менше 4 %) є для більшості країн-членів важкодосяжним.
- Нестабільність політичної обстановки.
- Громадянські війни.
- Невизначеність регіонально-правового статусу організації.

Нині рівень і обсяг торгівлі між країнами гранично низький.

## Миротворчі сили ЕКОВАС
Колективні миротворчі сили блоку під назвою Спостережна група ЕКОВАС (ECOMOG, ECOWAS Monitoring Group) були створені 1990 року з метою врегулювання громадянської війни у Ліберії. 2004 року міністрами оборони Співтовариства були схвалені пропозиції щодо створення до 2010 року боєздатного миротворчого контингенту ЕКОВАС, до якого мали увійти сили постійної готовності (1,5 тис. осіб) і основна миротворча бригада (5 тис. осіб). Основну роль в Спостережній групі відіграє Нігерія.
Окрім Ліберії війська ЕКОВАС також застосовувалися під час конфліктів у Сьєрра-Леоне 1997 року, Гвінеї-Бісау 1999 року, у Кот-д'Івуарі та у Гвінеї 2007—2010 років.
За результатами саміту, що відбувся 10 серпня 2023 року в нігерійській столиці Абуджі, лідери держав-учасниць ECOWAS ухвалили рішення розгорнути свої війська з метою «відновлення конституційного порядку» в Нігері, заявивши водночас про відданість мирному врегулюванню.
18 серпня 2023 року, в столиці Гани, місті Аккра, завершилася дводенна нарада начальників штабів збройних сил держав Західної Африки, учасники якої узгодили дату можливого військового вторгнення до Нігеру.